# Căn cứ hỏa lực St. George
Căn cứ hỏa lực St. George (còn gọi là LZ St. George hoặc LZ Pierson) là căn cứ hỏa lực cũ của Lục quân Mỹ tọa lạc ở phía đông nam Pleiku, Tây Nguyên, Việt Nam Cộng hòa.

## Lịch sử
St. George nằm tại ngã tư Quốc lộ 14 (nay là Quốc lộ 17) và Quốc lộ 7B (nay là Quốc lộ 25) cách Trại Enari khoảng 20 km về phía đông nam và cách Pleiku 33 km về phía đông nam.
St. George do Tiểu đoàn 1, Trung đoàn 14 Bộ binh và Tiểu đoàn 1, Trung đoàn 9 Pháo binh trấn giữ khi bị toán đặc công Quân đội Nhân dân Việt Nam (QĐNDVN) tấn công vào sáng sớm ngày 6 tháng 11 năm 1969 khiến 9 lính Mỹ thiệt mạng.
Các đơn vị khác đóng quân tại St. George bao gồm:
- Trung đoàn 10 Kỵ binh[1]
- Trung đoàn 15 Pháo binh[1]
- Tiểu đoàn 1, Trung đoàn 92 Pháo binh

## Hiện tại
Căn cứ này hiện nay được cải tạo thành khu nhà ở.